# Pelusón of milk
Pelusón of milk es el décimo álbum de estudio como solista del músico argentino Luis Alberto Spinetta y 23.º en el que tiene participación decisiva. Fue grabado y lanzado en 1991.
Fue editado simultáneamente en tres formatos (LP, casete y CD), cuyos contenidos y duraciones difieren. La versión en LP de vinilo incluye once temas divididos en dos lados, la versión en casete incluye doce temas, mientras que la versión en CD incluye quince temas.
El álbum fue elegido como el mejor del año por la Encuesta Anual del Suplemento Sí del diario Clarín. La canción «Seguir viviendo sin tu amor» fue ubicada en la posición n.º 33 entre las 100 mejores canciones de la historia de rock argentino según la encuesta realizada en 2007 por la revista Rolling Stone y la cadena MTV. Se filmaron videoclips para «Seguir viviendo sin tu amor» y «La montaña». Dos de las canciones del álbum -«Cielo de ti» y «Seguir viviendo sin tu amor», fueron interpretadas por Spinetta en el histórico concierto Spinetta y las Bandas Eternas de 2009, pero solo la primera fue publicada en los CD y DVD del show.
Los temas del álbum fueron compuestos e interpretados personalmente por Spinetta, con colaboraciones puntuales en algunos de ellos por parte de Juan Carlos "Mono" Fontana, Claudio Cardone, Guillermo Arrom y Javier Malosetti. «Panacea» tiene letra de Roberto Mouro.
El álbum fue presentado en el Teatro Gran Rex de Buenos Aires el 5 de diciembre de 1991.

## Contexto
Spinetta venía de dos álbumes de estudio premiados como los mejores del año (Téster de violencia en 1988 y Don Lucero en 1989), un álbum en vivo (Exactas, 1990), un álbum recopilatorio (Piel de piel, 1990) y una clínica musical titulada El sonido primordial (1990) que fue editada como libro.
Luego de semejante actividad, a la que se sumó haber recibido un shock eléctrico en un recital, Spinetta se apartó relativamente de los músicos de su banda y se refugió en el espacio privado de su familia. A fines de 1990 su esposa Patricia había quedado embarazada de Vera y tanto su embarazo como su nacimiento fue un acontecimiento vivido personalmente por todos los miembros de la familia. En ese contexto Spinetta compuso y grabó en el estudio de su casa (Cintacalma) Pelusón of milk, un título que remite directamente a esa situación.
Ese año desapareció la Unión Soviética y el mundo comenzaba a transitar los primeros años de la década del '90, caracterizada por una mayor valoración social de lo privado -incluyendo el proceso de privatizaciones-, la riqueza y la fama, impulsada por un gran desarrollo de los medios de comunicación. "Aún quedan mil muros de Berlín" cantaría ese año en «Pies de atril».
Argentina por su parte dejaba atrás dos dramáticos brotes hiperinflacionarios en 1989 y 1990 que hundieron en la pobreza a la mayor parte de la población, a la vez que sucesivas leyes de impunidad dejaban en libertad a los criminales que habían cometido violaciones masivas de los derechos humanos en las décadas de 1970 y 1980.

## El álbum
Luego de un álbum "para pensar" como Téster de violencia y un álbum "para sentir" como Don Lucero, Spinetta tomó distancia de su banda y de las apariciones públicas, para concentrarse en su vida familiar, a la espera del bebé que gestaba su esposa, que finalmente nace mediante parto natural en su casa, con la presencia de toda la familia. Pelusón of milk es resultado de esa introspección, que recuerda otros álbumes creados en circunstancias similares, como Artaud y Kamikaze. El propio músico definió el álbum como "un Spinetta de entrecasa".

Está más ligado a mi vida que era "esperándola a Vera", porque eso es Pelusón of milk. Esos temas fueron hechos en mi casa, con el embarazo de la mamá, esperando a la beba... Muchos temas de Pelusón of milk están hechos de mí para mí. Es el intento de armar un enorme patio interior.
Luis Alberto Spinetta

El álbum fue grabado entre junio y septiembre de 1991, en el estudio que Spinetta había instalado dos años antes en su casa de la calle Elcano al 3200, en el barrio de Colegiales. Originalmente ese estudio se llamó Cintacalma; luego tomaría el nombre de La Diosa Salvaje, cuando lo instalara ampliado en la calle Iberá, como respuesta a la conducta conflictiva de las empresas discográficas.
Spinetta se lamentaba de no haber grabado el disco en un formato más moderno, "mejor que el viejo y noble Fostex":

Está hecho con herramientas precarias adaptadas, exprimiéndolas como si fueran las verdaderas. Si ese mismo disco se grabara hoy en estas consolas sonaría increíblemente mejor. Pero me tenía que adaptar a los tiempos que corrían porque no tenía un mango.
Luis Alberto Spinetta

El crítico musical Oscar Jalil contextualiza el álbum con la siguiente frase:

Casi como llamándose a un exilio interno mientras el menemismo empezaba a apropiarse de la década.
Oscar Jalil

### Título
El título es una metáfora del bebé. En los agradecimientos escritos el sobre del disco, Spinetta le agradece "sobre todo a Patricia mi amor por el pelusón of milk que crece en su panza y ha inspirado este disco". "Ella es el pelusón", dice en el mismo sentido Catarina Spinetta de Vera, en una entrevista a las dos hijas de Luis Alberto realizada en 2011.
La expresión está potenciada por el uso del aumentativo aplicado a un objeto naturalmente pequeño, como son una pelusa y un bebé, combinándolo a su vez con la vitalidad maternal que transmite la leche, utilizando su significado en inglés, universalmente conocido. En «Todas las hojas son del viento» (Artaud) Spinetta ya había recurrido a una imagen emparentada: "dale tibia leche de tu cuerpo".

### Tapa
La tapa es una foto de Spinetta de saco y corbata, con la cabeza ladeada y mirando hacia abajo, en tonos ocres. La contratapa es una foto muy similar, con un recorte algo más ampliado y difuminada, pero en tono azul. La cara interna tiene la misma foto, aún más ampliada y en tonos ocres. 
En el sobre interior, uno de los lados reitera la foto, pero completamente difuminada y en tono rojo, mientras que el otro lado -donde están los agradecimientos- tiene una foto perfectamente enfocada y sin efectos, la única en la que Spinetta está mirando a los ojos y con una leve sonrisa. 
Todas las fotos son de Dylan Martí.

### Contenido
El contenido del álbum está ligado a la introspección familiar de Spinetta ligada a la espera del nacimiento de su hija Vera. Completamente grabado en su casa, con colaboraciones puntuales de otros músicos, los temas reflejan la intimidad y el sonido de su familia y "también un estado interior de cambios que se iban dando" en Spinetta:

Estos temas fueron hechos en mi casa, con el embarazo de la mamá, esperando la beba. Toda la batería y los bajos están armados en el sequencer del W30 Roland. Después, lo único que había que poner arriba eran todos los tonos de viola con los cuales había sido creada la canción, nada más. También usé samples que tenía de Cata haciendo guuaaaaaa, utilicé sonidos de mi casa, de mis hijos. Es decir, los sonidos de la intimidad de mi casa de la calle Elcano, cuando teníamos una familia y estábamos esperando a Vera. Es ese sentido y es también un estado interior de cambios que se iban dando en mí.
Luis Alberto Spinetta, Martropía

En los agradecimientos incluidos en el sobre interno del disco, Spinetta les agradece "a Dante y Catarina por sus samplings y a Valentino por su tambor cósmico".
El estilo musical del álbum es el de la fusión, característica de la obra de Spinetta:

Casi todo... Pelusón tiene una fusión, se ve que hay una fusión. Se mezcla tango con bossa, con jazz, con rock, con folk.
Luis Alberto Spinetta, Martropía

### Temas
El álbum se inicia con «Seguir viviendo sin tu amor», considerada como la mejor canción del año y la n.º 33 entre las 100 mejores de la historia del rock argentino, es también el mayor éxito radial de toda la carrera artística de Spinetta. El tema se refiere al amor que Spinetta sentía en ese momento por su esposa Patricia Salazar, así como los serios desencuentros de la relación.

Si a tu corazón yo llego igual,
todo siempre se podrá elegir
no me escribas la pared,
solo quiero estar entre tu piel.
Y si acaso no brillara el sol,
y quedara yo atrapado aquí,
no vería la razón en seguir viviendo
sin tu amor...

Y hoy que enloquecido vuelvo buscando tu querer,
no queda más que viento... no queda más que viento.
«Seguir viviendo sin tu amor»

El segundo tema es «Lago de forma mía», que incluye un sample del humorista Tangalanga, así como referencias a «Muchacha (Ojos de papel)» y a la "fijación poética" que Spinetta tenía con los colores de la persona amada.
Sigue «Ganges» sobre el río sagrado de la India. Con un bello riff de guitarra interpretado por Guillermo Arrom, la canción integra la serie de temas spinetteanos inspirados en las culturas orientales y el budismo.
El cuarto track es «La montaña», canción relacionada con los desaparecidos de la última dictadura, simbolizados en una montaña de ropa:

Andaré por el corral
Donde no hay cautivos ya
Pagarán por mi montaña
Pagarán por mi montaña...

Trepen a los techos ya llega la
Aurora
Trepen a los techos ya llega la
Aurora
«La montaña»

«Domo tu» cierra el lado A del disco. Se trata de una canción en la que, al igual que en «Alcanfor» y «Organismo en el aire», Spinetta transmite los sentimientos originados en sus miedos y fantasías infantiles, y la sensación de insignificancia en la oscuridad, ante las cosas enormes y las moles que lo abrumaban, significadas en la canción con la expresión "barcos desarmados".
El lado B abre con «Cada luz», título que alude a la frase en la que Spinetta dice "tengo que ver cada luz que provenga de ti". El interpretarla para Estrelicia MTV Unplugged Spinetta le dedicó la canción a su hija Vera, diciendo que ella era esa "luz infinita" que el seguía.
El sexto tema es «Bomba azul» una canción que el propio Spinetta definía como "muy dulce", en el que recurre al color azul, para fusionar música, poesía y pintura, como en muchas otras canciones.
Sigue «Cielo de ti», un vals lento en el que se reiteran los encuentros y desencuentros en el amor ("yo no tengo un solo rastro tuyo en mí"), que también están presentes en «Seguir viviendo sin tu amor».
«Cruzarás» es el décimo track. La letra, que incluye palabras inexistentes ("amamparas") y figuras absurdas ("ella sólo calza nucas de aserrín"), describe Buenos Aires y el barrio de Núñez donde vivía Spinetta.
«Hombre de lata» cierra el lado B del disco, en su formato de vinilo. Con una letra hermética que habla de un hombre de lata que solo come "lo que es herido". Claudio Kleiman lo define como un tema roquero "donde asoma la influencia de Police". 
«Jilguero» no se encuentra en la versión del álbum grabada en disco de vinilo. Se encuentra en el track 12 del CD. Se trata de una bella canción de amor, en la que el un pájaro -una de las referencias musicales esenciales de la música spinetteana-, en este caso un jilguero, aparece como metáfora de la ilusión que contiene la persona amada:

¡Oh!, mi amor
quiero recibir
tu jilguero en mí,
la ilusión.
"Jilguero"

«Ella bailó (love of my life)» es el track 13 del CD, se refiere a la crisis de una importante relación de amor ("habrá soñado con el fin").
«Pies de atril» es el anteúltimo tema de la versión en CD del álbum. Spinetta ha explicado que el título de la canción "son los pies de una partitura. El personaje es un alma de músico que da vueltas en los claustros de un gran palacio. Piensa en todos los muros y, a la vez, en la amplitud de ese espacio. En la soledad y la luz que entra desde arriba. Busca un hueco donde descansar". La canción comienza con la palabra "Hirohito" pronunciada por Aníbal "La Vieja" Barrios, plomo, amigo y "maestro mayor de mates" de Spinetta durante más de 30 años.
«Dime la forma» es el último tema del álbum en las versiones grabadas en CD y casete; no se encuentra en la versión grabada en LP de vinilo. Como otras canciones del álbum habla de los encuentros y desencuentros amorosos con su esposa: "dices que me perdí... dime la forma de llegar a tu cielo azul".

### Video
Dos temas del álbum, «Seguir viviendo sin tu amor» y «La montaña» fueron grabados también como videoclips, dirigidos por Eduardo Dylan Martí.
Dylan Martí y Spinetta habían sido precursores del videoclip moderno -relacionado con el lanzamiento de la cadena MTV en 1981-, con el video de "Maribel se durmió" de 1982. El año anterior habían comenzado a incursionar con continuidad al filmar «Es la medianoche». Con anterioridad incluso, Spinetta había realizado con Almendra, dos videoclips en 1969 («Campos verdes» y «El mundo entre las manos»), considerados unos de los primeros videoclips realizados en Argentina.
El videoclip de «Seguir viviendo sin tu amor» muestra a Spinetta cantando la canción iluminado por láseres de colores. El video de «La montaña» tiene un guion más elaborado, en el que Spinetta, vestido con una bata, arrastra por un campo un tronco atado a una cuerda representando, según él mismo dice, "un ser que trabajosamente lleva atada su propia conciencia, su designio". En el campo va apareciendo ropa a modo de siluetas de personas -el tema se refiere a los desaparecidos-, que se van amontonando hasta formar una montaña de ropa, mientras el personaje gira en círculos alrededor de la ropa "que es lo que se fue". Esa secuencia de imágenes alterna con otra secuencia que representa un Cristo adulto, pero haciendo de "Niño Dios" en el pesebre, interpretado por Aníbal "La Vieja" Barrios, histórico colaborador de Spinetta. El video finaliza con una tercera secuencia de imágenes muestra a una familia en el momento en que la canción dice "Trepen a los techos ya llega la aurora", mientras el video muestra como la familia sube al techo de la casa, mientras le entregan una heladera marca "Aurora".

## Lista de temas
Todos los temas pertenecen a Luis Alberto Spinetta.
- LP

 Lado A
1. «Seguir viviendo sin tu amor» (3:15).
2. «Lago de forma mía» (3:09).
3. «Ganges» (4:00); Guillermo Arrom: guitarra líder.
4. «La montaña» (3:18); Claudio Cardone: teclados; Guillermo Arrom: guitarra líder.
5. «Panacea» (2:35); Guillermo Arrom: guitarra acústica.
6. «Domo tu» (3:22); Luis Alberto Spinetta: teclados (cuerdas); Mono Fontana: teclados y ambiente.

Lado B
1. «Cada luz» (4:00).
2. «Bomba azul» (3:15); Mono Fontana: arreglos de teclados.
3. «Cielo de ti» (3:19); Luis Alberto Spinetta: guitarra de 12 cuerdas; Javier Malosetti: arreglo y guitarra acústica; Guillermo Arrom: guitarra acústica.
4. «Cruzarás» (5:27); Claudio Cardone: teclados.
5. «Hombre de lata» (4:02); Guillermo Arrom: arreglo y guitarra líder; Claudio Cardone: teclados.

- Casete

 Lado A
1. «Seguir viviendo sin tu amor» (3:15)
2. «Lago de forma mía» (3:09)
3. «Ganges» (4:00)
4. «La montaña» (3:18)
5. «Panacea» (2:35)
6. «Domo tu» (3:22)

Lado B
1. «Cada luz» (4:00)
2. «Bomba azul» (3:15)
3. «Cielo de ti» (3:19)
4. «Cruzarás» (5:27)
5. «Hombre de lata» (4:02)
6. «Dime la forma» (4:36);

- CD

1. «Seguir viviendo sin tu amor» (3:15).
2. «Lago de forma mía» (3:09).
3. «Ganges» (4:00); Guillermo Arrom: guitarra líder.
4. «La montaña» (3:18); Claudio Cardone: teclados; Guillermo Arrom: guitarra líder.
5. «Panacea» (2:35); Guillermo Arrom: guitarra acústica.
6. «Domo tu» (3:22); Luis Alberto Spinetta: teclados (cuerdas); Mono Fontana: teclados y ambiente.
7. «Cada luz» (4:36).
8. «Bomba azul» (4:11); Mono Fontana: arreglos de teclados.
9. «Cielo de ti» (3:34); Luis Alberto Spinetta: guitarra de 12 cuerdas; Javier Malosetti: arreglo y guitarra acústica; Guillermo Arrom: guitarra acústica.
10. «Cruzarás» (5:27); Claudio Cardone: teclados.
11. «Hombre de lata» (2:42); Guillermo Arrom: arreglo y guitarra líder; Claudio Cardone: teclados.
12. «Jilguero» (4:02).
13. «Ella bailó (love of my life)» (4:24); Javier Malosetti: bajo.
14. «Pies de atril» (4:23).
15. «Dime la forma» (5:32); Claudio Cardone: teclados; Javier Malosetti: solo de bajo.

## Músicos y técnicos
- Luis Alberto Spinetta: guitarra eléctrica, guitarra acústica, bajo eléctrico, secuenciador (batería electrónica), samplings y voz, teclados (cuerdas) en «Domo tú», guitarra de 12 cuerdas en «Cielo de ti».
- Juan Carlos Mono Fontana: teclados y ambiente en «Domo tú», arreglos de teclados en «Bomba azul».
- Javier Malosetti: arreglo y guitarra acústica en «Cielo de ti», bajo en «Ella bailó (love of my life)», solo de bajo en «Dime la forma».
- Guillermo Arrom: guitarra líder en «Ganges», «La montaña» y «Hombre de lata», arreglo en «Hombre de lata», guitarra acústica en «Panacea» y «Cielo de ti».
- Claudio Cardone: teclados en «La montaña», «Cruzarás», «Hombre de lata» y «Dime la forma».

Los créditos del álbum también reconocen la participación de Adrián Bilbao (grabación y mezcla), Aníbal "la Vieja" Barrios (asistencia), Gustavo Gauvry (micrófono, compaginación en DAT y videocámara), Eduardo Martí (fotografía) y Mario Franco (arte de tapa y diseño).
En 2025, la familia y sucesores de Spinetta editaron y comercializaron el disco remasterizado, en formato de CD y en vinilo. Spinetta había dicho sobre el disco: 

Lamentablemente no fue producido en un formato más moderno, en un soporte mejor que el viejo y noble Fostex, pero es un buen disco igual. Está hecho con herramientas precarias adaptadas, exprimiéndolas como si fueran las verdaderas. Si ese mismo disco lo grabase hoy en éstas consolas sonaría increíblemente mejor. Pero me tenía que adaptar a los tiempos que corrían porque no tenía un mango.
Luis Alberto Spinetta